# Constant (eigenschap)

Een constante functie

Constant is een begrip uit de exacte wetenschap dat onveranderlijkheid uitdrukt. Er wordt onderscheid gemaakt tussen wiskundige constanten en een natuurkundige constanten. 
Met constant wordt bedoeld dat een grootheid een niet veranderlijke waarde heeft en niet afhankelijk is van andere parameters. De grafiek van de functie {\displaystyle y=c}, met {\displaystyle c} een willekeurige constante, ziet er in een diagram met x- en y-coördinaten uit als een horizontale lijn (zie de afbeelding hiernaast). De afgeleide van een constante functie is gelijk aan nul.
In de natuurkunde worden sommige wetmatigheden zo geformuleerd dat een bepaalde relatie tussen grootheden constant is. Voorbeelden zijn de wet van Ohm en de gaswet. Daarnaast zijn er in de natuurkunde bepaalde grootheden die als natuurkundige constanten opgevat worden, omdat daarvan gedacht wordt dat ze invariabel zijn. Voorbeelden hiervan zijn de lichtsnelheid in een vacuüm en de constante van Planck.

## Voorbeelden

### Natuurkunde
Sommige natuurconstanten worden niet (of niet meer) gemeten. In plaats daarvan wordt een SI-basiseenheid zo gedefinieerd dat de numerieke waarde van de constante een bepaalde exacte waarde heeft. Voorbeelden:
- De lichtsnelheid in vacuüm, {\displaystyle c}; de meter wordt zo gedefinieerd dat deze snelheid exact 299.792.458 m/s bedraagt.
- De magnetische veldconstante {\displaystyle \mu _{0}} (permeabiliteit van het vacuüm); de ampère wordt zo gedefinieerd dat

{\displaystyle \mu _{0}=4\pi \times 10^{-7}\mathrm {N} /\mathrm {A} ^{2}}
Andere natuurconstanten worden wel bepaald door meting. Voorbeelden:
- De gasconstante {\displaystyle R} met een waarde van 8,314 J/(mol K). In een ideaal gas geldt: {\displaystyle n\,pV/T=R}. Hierin is {\displaystyle n} het aantal mol gas, {\displaystyle p} de druk, {\displaystyle V} het volume en {\displaystyle T} de absolute temperatuur.
- De constante van Avogadro {\displaystyle N}, het aantal moleculen in 1 mol gas, waarvan de massa in grammen gelijk is aan het aantal protonen en neutronen in een molecuul.
- De constante van Boltzmann {\displaystyle k}, die het verband aangeeft tussen de entropie {\displaystyle S} (in J/K) en de absolute temperatuur (in K): {\displaystyle S=kT}.

Er is een relatie tussen deze drie constanten: {\displaystyle R=Nk}, dus slechts twee van de drie hoeven door meting bepaald te worden.
De constante van Planck, {\displaystyle h}, is in de kwantummechanica de belangrijkste constante; deze geeft het verband aan tussen de energie-inhoud van een foton en de frequentie: {\displaystyle E=h\cdot f}
Volgens de voorgestelde nieuwe definities van de basiseenheden komen de magnetische veldconstante (en de daarmee samenhangende elektrische veldconstante, constante van Coulomb en karakteristieke impedantie van het vacuüm) in de tweede categorie terecht, de genoemde voorbeelden in de tweede categorie komen in de eerste terecht.

### Wiskunde
In de wiskunde worden bepaalde reële getallen als constante aangeduid wegens hun bijzondere betekenis. Ze kunnen met reeksontwikkeling benaderd worden tot de gewenste nauwkeurigheid. Voorbeelden:
- {\displaystyle \pi }, de constante die de vaste verhouding tussen de omtrek en de middellijn van een cirkel aangeeft.
- Het grondtal van de natuurlijke logaritme, {\displaystyle e}.